# Vittorio Basaglia
Vittorio Basaglia (Venezia, 19 agosto 1936 – Pinzano al Tagliamento, 25 febbraio 2005) è stato un artista italiano. Insegnante all'Accademia di belle arti di Urbino e all'Accademia di belle arti di Venezia, nonché cugino di Franco Basaglia.

## Biografia
Vittorio Basaglia è nato a Venezia il 19 agosto 1936. Dal 1946 al 1956 è vissuto a Rovereto dove ha studiato al ginnasio per poi trasferirsi a Venezia dove ha continuato gli studi classici per poi diplomarsi al liceo artistico. Ha cominciato a esporre nel 1954 partecipando alle collettive annuali della Fondazione Bevilacqua La Masa di Venezia. Ha frequentato l’Accademia di Belle Arti di Brera dal 1954 al 1958 sotto la guida di Marino Marini. Ha preso parte a importanti manifestazioni d’arte quali la Quadriennale di Roma, la Biennale di Parigi, L’XI Biennale di Alessandria d’Egitto ecc. Ha insegnato all ’Accademia di Urbino e all’Accademia di Belle Arti di Venezia. Pittore, scultore ed incisore, conta al proprio attivo numerose mostre in Italia e in Europa. Sue opere si trovano in musei italiani e stranieri. Nel 1994 la Galleria Internazionale d'Arte Moderna Ca’Pesaro di Venezia gli ha dedicato una grande mostra antologica. Dal 1985 ha vissuto a Valeriano di Pinzano al Tagliamento dove è deceduto il 25 febbraio del 2005.
| Controllo di autorità | VIAF (EN) 46033142 · ISNI (EN) 0000 0000 6153 0479 · SBN RAVV033746 · BAV 495/309049 · LCCN (EN) n96084772 · GND (DE) 119260158 · BNF (FR) cb12952049v (data) |